# BMW řady 5 (E28)
BMW E28 je druhá generace BMW řady 5, vyráběná od roku 1981 do roku 1988. jedná se o nástupce E12 a byla zpočátku vyráběna s benzínovými 4válcovými a 6válcovými motory. V roce 1983 přibyl dieselový motor poprvé v historii 5. řady. E28 byla také první nabízející středovou konzoli natočenou pod úhlem směrem k řidiči a s možností systému ABS. E28 byla nahrazena svým nástupcem E34 v roce 1988.
Během produkce E28 byl také poprvé představen model BMW M5, poháněný šestiválcovými motory S38B35 a M88/3.

## Modely
Na začátku produkce byly nabízeny čtyři modely: 518, 520i, 525i a 528i.
V průběhu let přibyly další modely: 524d a 524td s dieselovými motory, 518i s elektronickým vsřikovánímí, 525e/528e jako ekonomické, a 533i, 535i, M535i, M5 jako vrcholové.

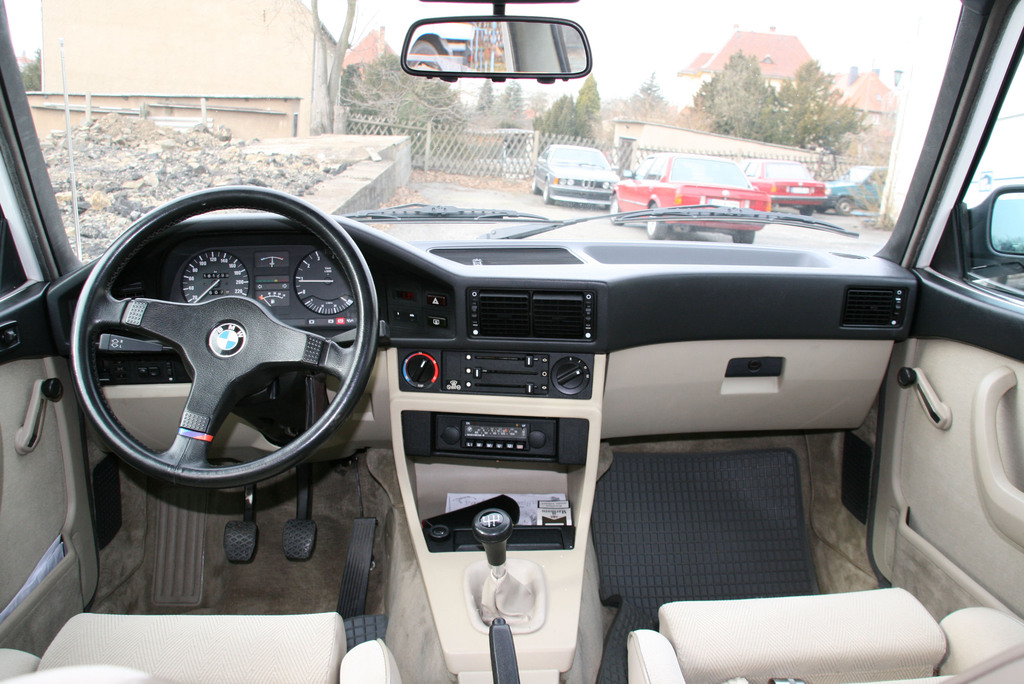
Interier
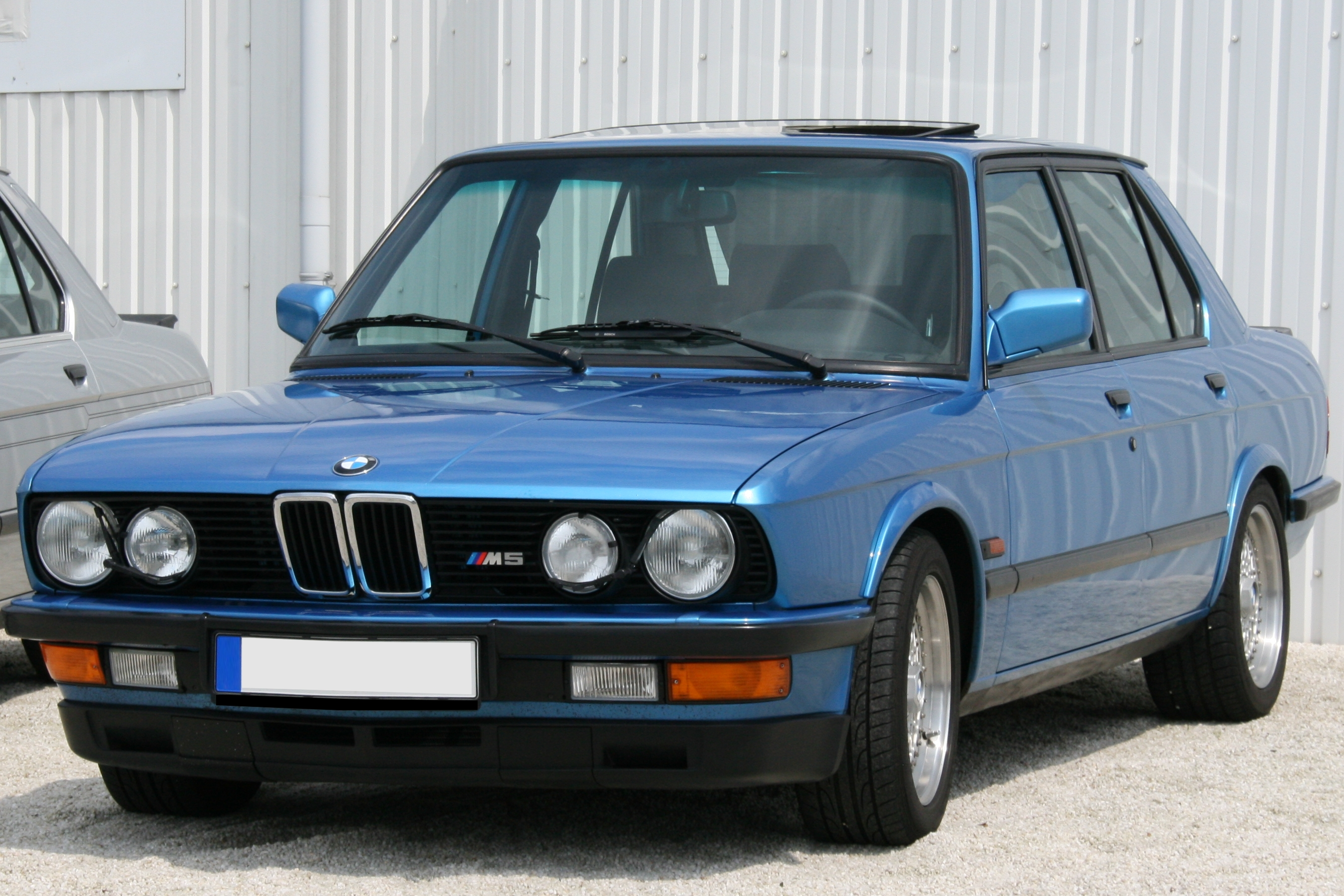
BMW E28 M5
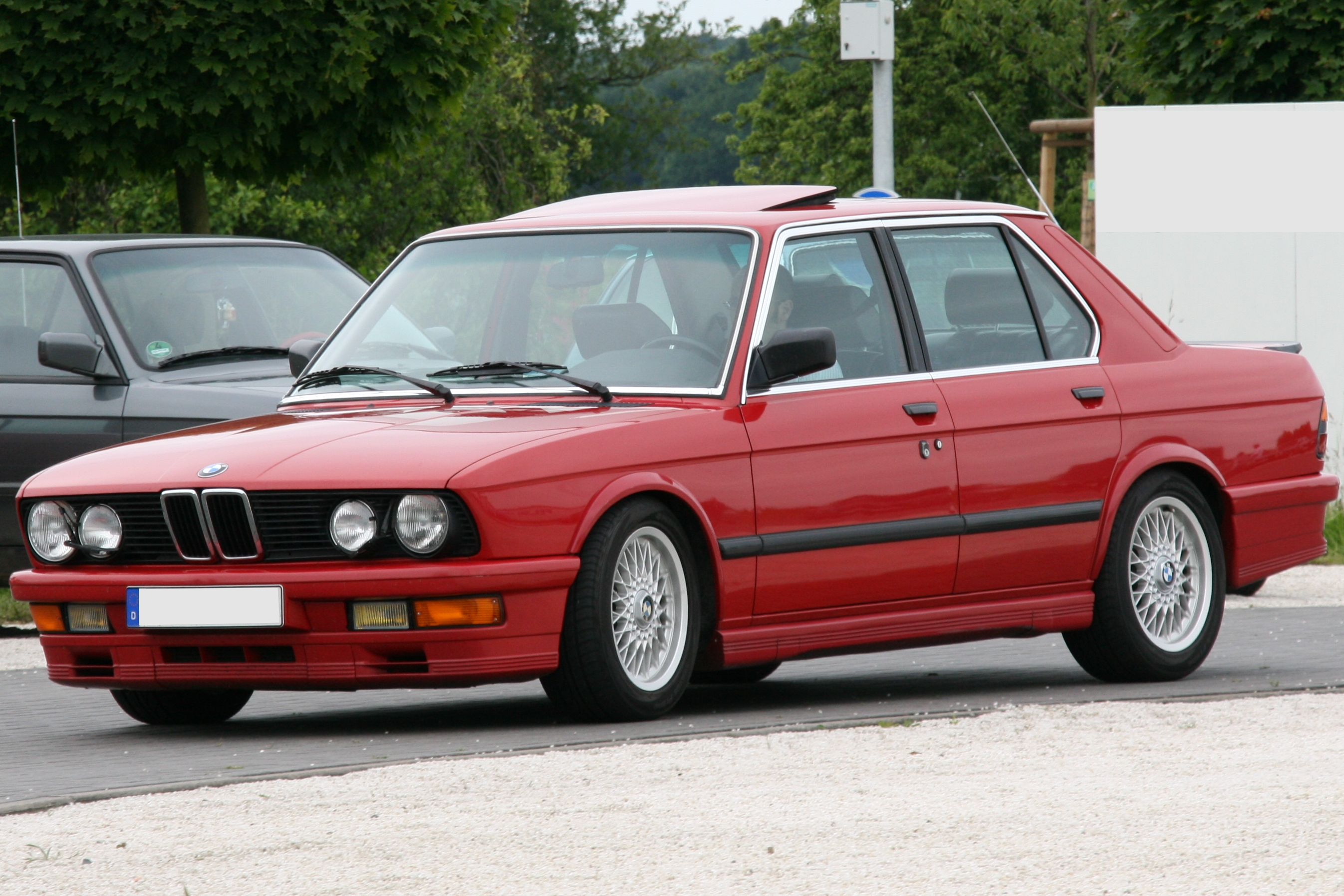
BMW E28 M535i

| Obchodní označení | Popis |
| ----------------- | --- |
| 518               | Prodávána pouze na některých Evropských trzích, 518 byla nejnižší model, který používal 4válcový motor s karburátorem. |
| 518i              | Základní model v Japonsku a některých Evropských zemích, 518i používal 4válcový motor se elektronickým vstřikováním |
| 520i              | Střední a nejčastější model s nejmenším možným 6válcovým motorem. |
| 524d              | V roce 1986 byl představený model 524d bez přeplňování, dostupný pouze na některých trzích. |
| 524td             | První dieselový model od BMW. Bylo vyrobeno prvních 100 předsériových kusů a poté od roku 1982 zahájena sériová produkce. |
| 525e / 528e       | 525e (prodávaný jako 528e v Severní Americe a Japonsku) používal 2,7litrový 6válcový benzínový motor M20, který byl navržený tak, aby poskytoval točivý moment při nízkých otáčkách motoru, než jak bylo zvykem u běžných řadových šestiválcových motorů BMW té doby. Podle BMW je 525e úspornější než 520i, která nabízela stejný jmenovitý výkon 92 kW. V Rakousku byla nabízena verze se sníženým výkonem na 88 kW. |
| 525i              | Druhý nejčastěji prodávaný model s 2,5litrovým 6válcovým motor. Byl však k dispozici pouze v Evropě. |
| 528i              | Zpočátku nejvyšší dostupný model, 6válec 528i. Později byl odsunut na úroveň modelu středního po vydání nových vrcholových modelů 533i a 535i. V USA byl prodávan s katalyzátorem. |
| 533i              | Prodáván pouze v Japonsku a Severní Americe, 6válec 533i byl nejvyšší specifikací při jeho výrobě letech 1983–1984. Později byl nahrazen výkonnějším 535i. V USA byl prodáván s katalyzátorem. |
| 535i              | Vyráběn od roku 1984, 535i používá stejný 6válec M30 jako M535i. V USA byl prodáván s katalyzátorem. |
| M535i             | Nejvyšší produkční model, M535i využívá stejný motor M30 jako 535i a k tomu sportovně laděné úpravy M-Technic: podvozek, kola a části karoserie. Na M535i byl vyráběn na běžných montážních linkách jako jiné modely E28 v Dingolfingu a Rosslynu. V USA byl prodáván s katalyzátorem. |
| M5                | E28 byla první sérií páté řady, která nabízela model M5, poháněný řadovými šestiválci S38B35 a M88/3. |

- Interier
- BMW E28 M5
- BMW E28 M535i

## Motory

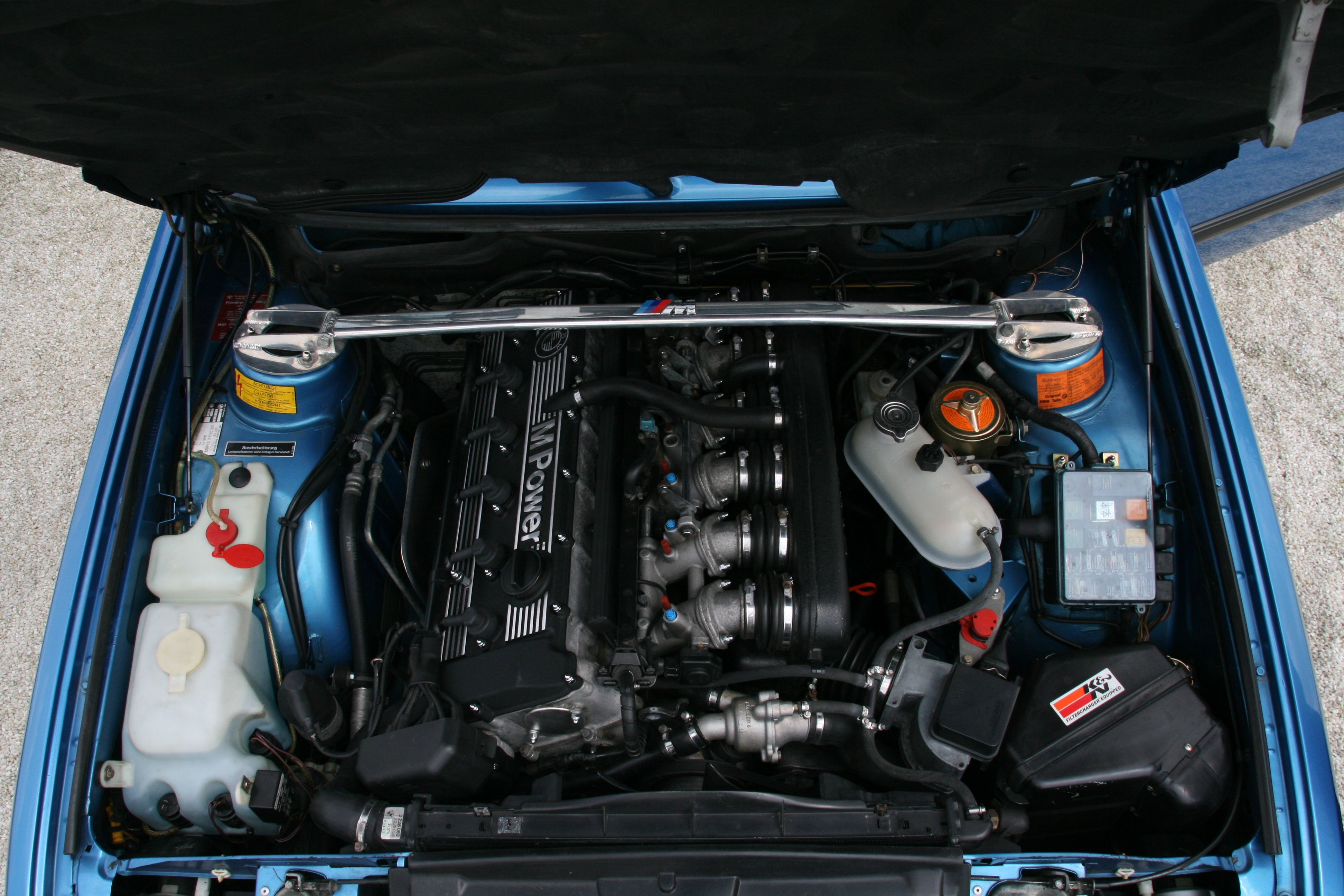
Motor M88/3 (210 kW) v E28 M5

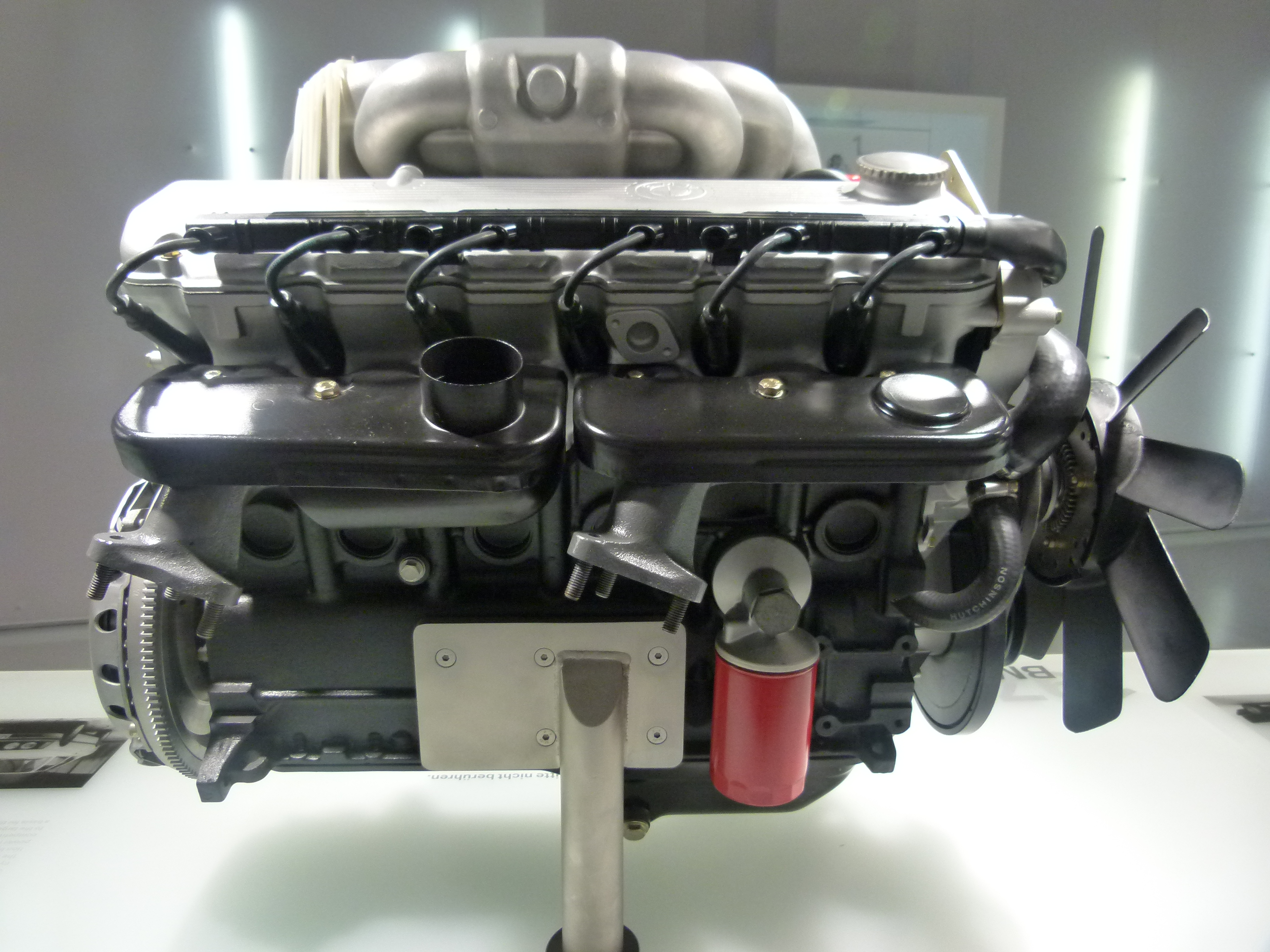
Motor M20

BMW nabízelo pro sérii E28 všechny své motory, benzínové: M10, M20 a M30 a naftové M21. Motory M20 a M30 jsou motorizace s vícebodovým elektronickým vstřikováním.
Jediný motor používající ještě karburátor byl motor M10 použitý v modelu 518, využívající karburátor Pierburg 2B4.
| Model            | Motor            | Výkon                      | Kroutící moment                | Dávkování paliva / přeplňování | Roky produkce    |
| Benzínové motory | Benzínové motory | Benzínové motory           | Benzínové motory               | Benzínové motory               | Benzínové motory |
| ---------------- | ---------------- | -------------------------- | ------------------------------ | ------------------------------ | ---------------- |
| 518              | M10B18           | 66 kW (89 hp) @ 5500 rpm   | 140 N·m (100 lb·ft) @ 4000 rpm | karburátor Pierburg 2BE        | 1981–1984        |
| 518i             | M10B18           | 77 kW (103 hp) @ 5800 rpm  | 145 N·m (107 lb·ft) @ 4500 rpm | L Jetronic                     | 1981–1987        |
| 520i             | M20B20           | 92 kW (123 hp) @ 5800 rpm  | 165 N·m (122 lb·ft) @ 4500 rpm | K-Jetronic                     | 1981–1982        |
| 520i             | M20B20           | 92 kW (123 hp) @ 5800 rpm  | 170 N·m (130 lb·ft) @ 4000 rpm | L-Jetronic                     | 1982–1987        |
| 520i             | M20B20           | 95 kW (127 hp) @ 6000 rpm  | 174 N·m (128 lb·ft) @ 4000 rpm | LE-Jetronic                    | 1985–1988        |
| 520i             | M20B20           | 95 kW (127 hp) @ 6000 rpm  | 164 N·m (121 lb·ft) @ 4300 rpm | Motronic                       | 1986–1988        |
| 525i             | M30B25           | 110 kW (150 hp) @ 5500 rpm | 215 N·m (159 lb·ft) @ 4000 rpm | L-Jetronic                     | 1981–1987        |
| 525e / 528e      | M20B27           | 92 kW (123 hp) @ 4250 rpm  | 240 N·m (180 lb·ft) @ 3250 rpm | Motronic                       | 1982–1987        |
| 525e / 528e      | M20B27           | 90 kW (120 hp) @ 4250 rpm  | 230 N·m (170 lb·ft) @ 3250 rpm | L-Jetronic/Motronic            | 1982–1987        |
| 525e / 528e      | M20B27           | 95 kW (127 hp) @ 4250 rpm  | 240 N·m (180 lb·ft) @ 3250 rpm | Motronic                       | 1984–1988        |
| 525e             | M20B27           | 88 kW (118 hp) @ 4250 rpm  | 240 N·m (180 lb·ft) @ 3250 rpm | Motronic                       | 1985–1987        |
| 528i             | M30B28           | 135 kW (181 hp) @ 5800 rpm | 240 N·m (180 lb·ft) @ 4200 rpm | L-Jetronic                     | 1981–1987        |
| 533i             | M30B32           | 135 kW (181 hp) @ 6000 rpm | 265 N·m (195 lb·ft) @ 4000 rpm | Motronic                       | 1982–1984        |
| M535i, 535i      | M30B34           | 160 kW (210 hp) @ 5500     | 310 N·m (230 lb·ft) @ 4000 rpm | Motronic                       | 1985–1988        |
| M535i, 535i      | M30B34           | 136 kW (182 hp) @ 5400 rpm | 290 N·m (210 lb·ft) @ 4000 rpm | Motronic                       | 1985–1988        |
| M5               | M88/3            | 210 kW (280 hp) @ 6500 rpm | 340 N·m (250 lb·ft) @ 4500 rpm | Motronic                       | 1985–1988        |
| M5               | S38B35           | 191 kW (256 hp) @ 6500 rpm | 330 N·m (240 lb·ft) @ 4500 rpm | Motronic                       | 1986–1988        |
| Dieselové motory |                  |                            |                                |                                |                  |
| 524d             | M21D24           | 63 kW (84 hp) @ 4600 rpm   | 152 N·m (112 lb·ft) @ 2500 rpm | atmosférický                   | 1985–1987        |
| 524td            | M21D24           | 85 kW (114 hp) @ 4800 rpm  | 210 N·m (150 lb·ft) @ 2400 rpm | turbodmychadlo                 | 1983–1988        |

## Převodovky
Pro E28 byly k dispozici manuální i automatické převodovky. O přenos se starala jedno-hmotový setrvačník a spojka s jednou lamelou v případě manuální převodovky.
Manuální převodovky
Nabízené 4stupňové převodovky byly:
- Getrag 242 (pro modely s motory M10 a M20)
- Getrag 262 (M30)

K dispozici byly také 5stupňové převodovky:
- Getrag 240 (M10 a M21)
- Getrag 245 (M10)
- Getrag 260 (M20, M21 a M30)
- Getrag 265 (M30 a 525e/528e)
- Getrag 280 (M88/3 a S38)
- ZF S5-16 (M20)

Automatické převodovky
3rychlostní převodovky:
- ZF 3 HP 22 (M20 a M30, pouze pro USA)

4rychlostní převodovky:
- ZF 4 HP 22 (M10, M20, M21)
- ZF 4 HP 22 EH (M20, M30)

## Modely pro Severní Ameriku

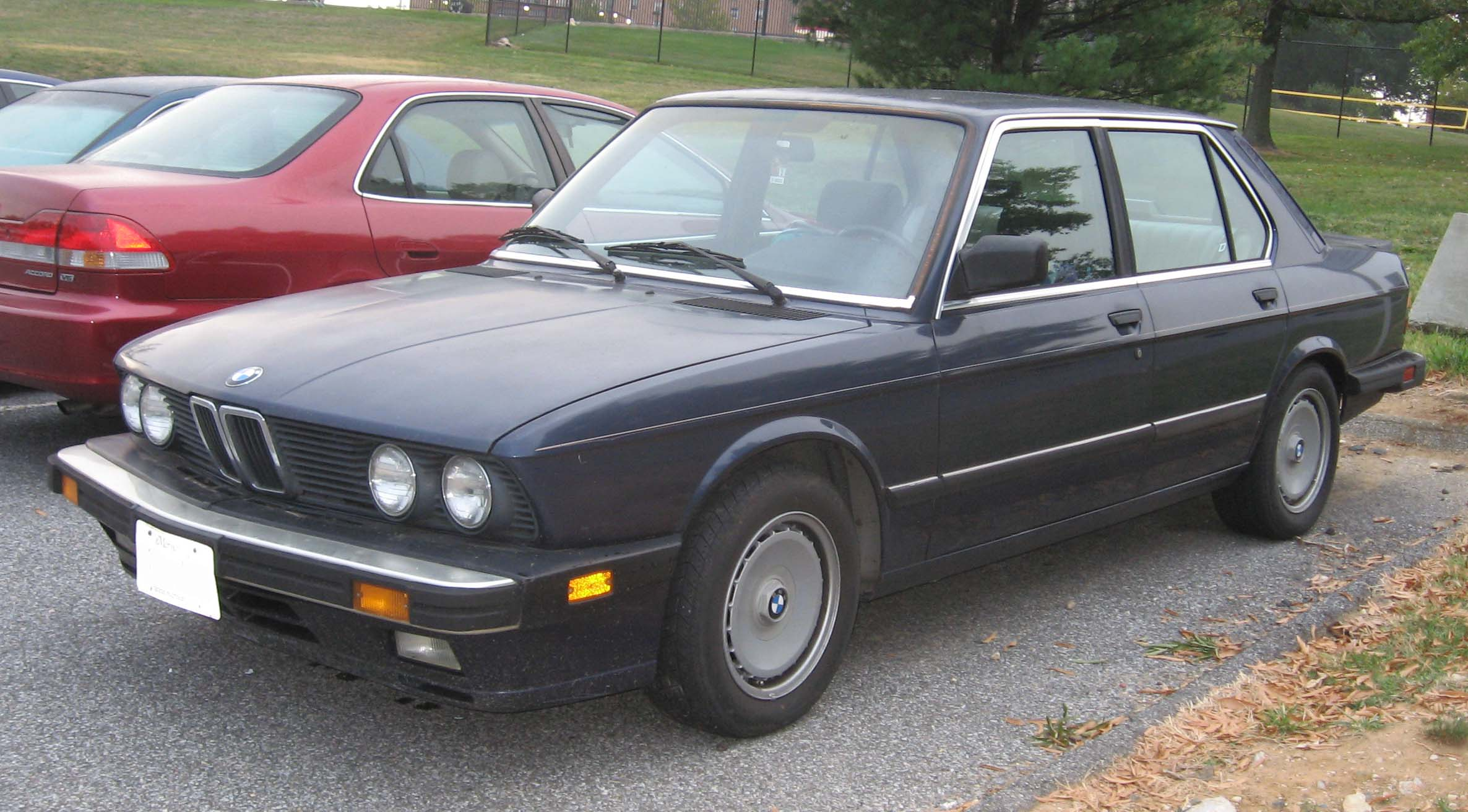
BMW 535is (Severní Amerika)

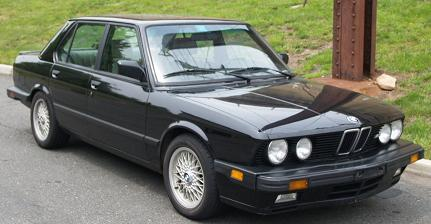
Model M5 pro Severní Ameriku s předělanými světlomety z Evropské verze

Pro trh v Severní Americe byly dodávány tyto modely: 528e (1982–1988, známá jako 525e v Evropě), 533i (1983–1984), 535i (1985–1988), 524td (1985–1986), M5 (1986–1987) a 535is (1987–1988).

## Produkce
Produkce E28 začala v červnu 1981 a skončila v prosinci 1987.
V roce 1988 se stále ještě v Severní Americe prodávala jako modelový rok E28, kdežto v Evropě se již prodávala série E34. V Jižní Africe byla k dispozici limitované edice od poloviny roku 1987 do roku 1988.

## Výkon
|                                                     | 518  | 518i | 520i        | 525e        | 525e Kat.   | 525i       | 528i       | 535i      | 535i Kat. | M535i     | M535i Kat. | 524td       |
| Vmax (km/h)                                         | 164  | 175  | 190 (184)   | 190 (184)   | 188 (183)   | 201 (195)  | 215 (208)  | 225 (219) | 212 (207) | 230 (223) | 217 (211)  | 180 (175)   |
| Zrychlení 0–100 km/h (s)                            | 14.0 | 12.6 | 11.4 (13.3) | 10.7 (12.2) | 11.3 (13.1) | 9.8 (11.9) | 8.4 (10.8) | 7.2 (8.9) | 7.9 (9.8) | 7.2 (8.9) | 7.9 (9.8)  | 12.9 (13.6) |
| Spotřeba paliva (DIN 70030 při 120 km/h) (l/100 km) | 9.5  | 8.0  | 8.7 (8.3)   | 7.4 (7.5)   | -           | 9.2 (9.2)  | 9.0 (9.0)  | -         | -         | 9.0 (8.8) | n.a.       | 7.0 (7.0)   |